# Nunes Valente
Nunes Valente es la cuarta estación de la Línea Este del Metro de Fortaleza, sentido Edson Queiroz. Esta se encuentra en construcción.

## Característica
Esta estación tiene plataformas superpuestas entre el eje de la avenida Santos Dumont entre las calles Nunes Valente y Tibúrcio Cavalcante, próximo a la avenida Barón de Studart, importante corredor de transporte por carretera de la región. 
- Datos: Q18416806
- Multimedia: Nunes Valente (Fortaleza Metro) / Q18416806